# Agelasticus
Agelasticus är ett fågelsläkte i familjen trupialer inom ordningen tättingar. Släktet omfattar tre arter som förekommer i Sydamerika:
- Gulvingetrupial (A. thilius)
- Gulögd trupial (A. xanthophthalmus)
- Enfärgad trupial (A. cyanopus)